# Macedo de Cavaleiros
Macedo de Cavaleiros és un municipi portuguès, situat al districte de Bragança, a la regió del Nord i a la subregió de l'Alt Trás-os-Montes.L'any 2001 tenia 44.186 habitants. Es divideix en 38 freguesies. Limita al nord amb Vinhais, al nord-est amb Bragança, a l'est amb Vimioso, al sud amb Mogadouro i Alfândega da Fé, a sud-oest amb Vila Flor i a l'oest amb Mirandela.
| Població del concelho de Macedo de Cavaleiros (1864 – 2004) | Població del concelho de Macedo de Cavaleiros (1864 – 2004) | Població del concelho de Macedo de Cavaleiros (1864 – 2004) | Població del concelho de Macedo de Cavaleiros (1864 – 2004) | Població del concelho de Macedo de Cavaleiros (1864 – 2004) | Població del concelho de Macedo de Cavaleiros (1864 – 2004) | Població del concelho de Macedo de Cavaleiros (1864 – 2004) | Població del concelho de Macedo de Cavaleiros (1864 – 2004) | Població del concelho de Macedo de Cavaleiros (1864 – 2004) |
| ----------------------------------------------------------- | ----------------------------------------------------------- | ----------------------------------------------------------- | ----------------------------------------------------------- | ----------------------------------------------------------- | ----------------------------------------------------------- | ----------------------------------------------------------- | ----------------------------------------------------------- | ----------------------------------------------------------- |
| 1864                                                        | 1900                                                        | 1930                                                        | 1960                                                        | 1981                                                        | 1991                                                        | 2001                                                        | 2004                                                        |                                                             |
| 17208                                                       | 19200                                                       | 19781                                                       | 26199                                                       | 21608                                                       | 18930                                                       | 17449                                                       | 17210                                                       |                                                             |

## Freguesies
- Ala
- Amendoeira
- Arcas
- Bagueixe
- Bornes
- Burga
- Carrapatas
- Castelãos
- Chacim
- Cortiços
- Corujas
- Edroso
- Espadanedo
- Ferreira
- Grijó, anteriorment Grijó de Vale Benfeito
- Lagoa
- Lamalonga
- Lamas, anteriorment Lamas de Podence
- Lombo
- Macedo de Cavaleiros
- Morais
- Murçós
- Olmos
- Peredo
- Podence
- Salselas
- Santa Combinha
- Sezulfe
- Soutelo Mourisco
- Talhas
- Talhinhas
- Vale Benfeito
- Vale da Porca
- Vale de Prados
- Vilar do Monte
- Vilarinho de Agrochão
- Vilarinho do Monte
- Vinhas